# Franz Patay

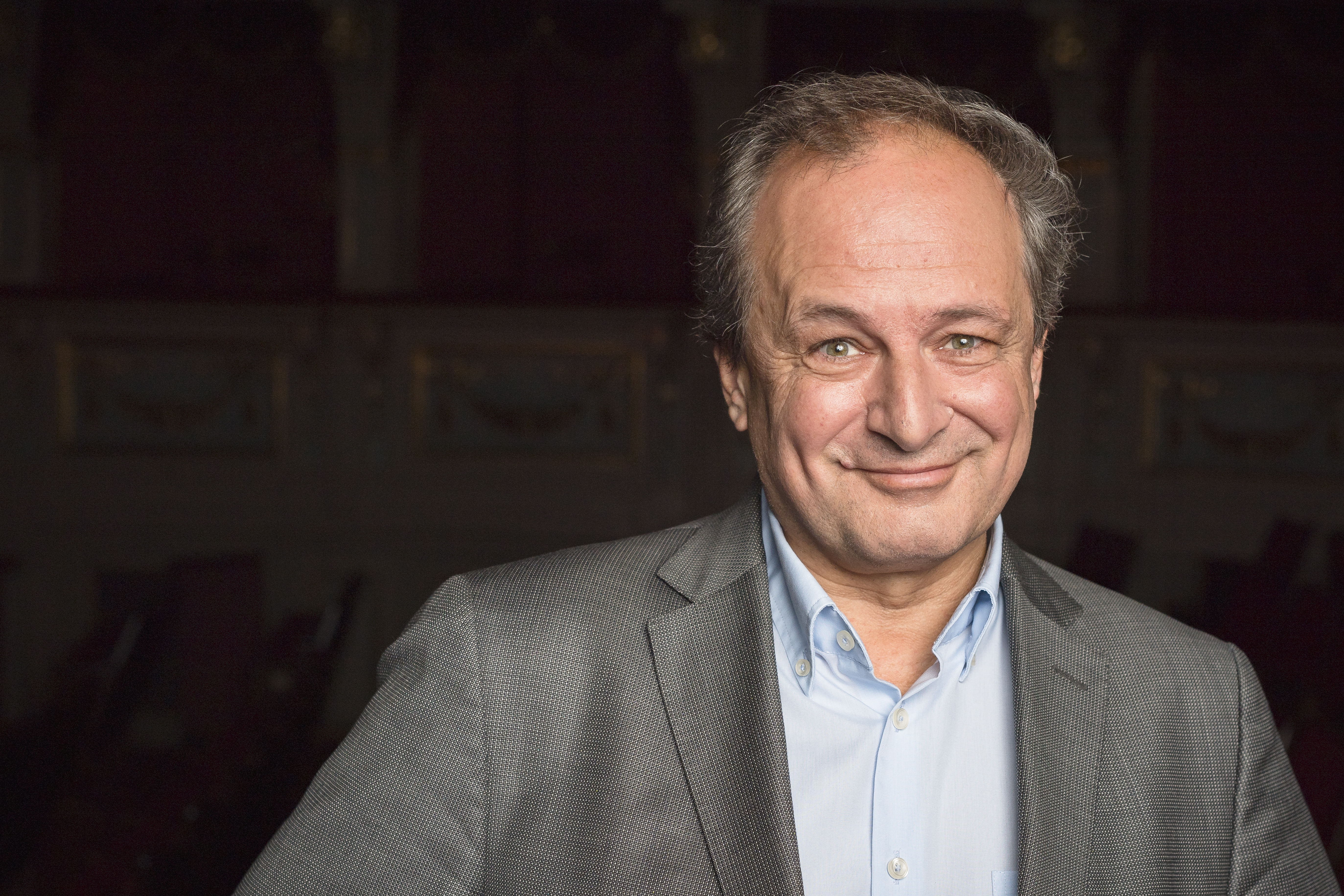
Franz Patay (2018)

Franz Patay (* 1961 in Wien) ist ein österreichischer Kunst- und Kulturmanager und ehemaliger Rektor der Musik und Kunst Privatuniversität der Stadt Wien. Seit Oktober 2016 ist er Geschäftsführer der Vereinigten Bühnen Wien. Im Mai 2021 wurde er als Geschäftsführer der Vereinigten Bühnen Wien für weitere fünf Jahre bestätigt. Darüber hinaus ist er Mitglied in zahlreichen internationalen Kunst- und Musikkomitees und hält regelmäßig Fachvorträge im In- und Ausland.

## Leben
Nach der Promotion zum Doktor der Rechtswissenschaften war er von 1987 bis 1994 stellvertretender Rektoratsdirektor der Hochschule für Musik und darstellende Kunst Wien.
Er leitete von Oktober 1994 bis Februar 2017 als Generalsekretär und Geschäftsführer das IMZ – Internationales Musik + Medien Zentrum Wien. Von Februar 2014 bis August 2018 bekleidete er das Amt des Rektors der Musik und Kunst Privatuniversität der Stadt Wien. Im Jahr 2015 fand unter seiner Leitung die Namensänderung der ehemaligen Konservatorium Wien Privatuniversität zur Musik und Kunst Privatuniversität der Stadt Wien statt. Im Oktober 2016 wurde er zum Geschäftsführer der Vereinigten Bühnen Wien bestellt. Im September 2018 folgte ihm Andreas Mailath-Pokorny als Rektor der Musik und Kunst Privatuniversität der Stadt Wien nach. Franz Patay ist verheiratet und hat eine Tochter.

## Ausbildung
Als Sohn einer musischen Familie, sein Vater Georg war über 40 Jahre Bratschist bei den Wiener Philharmonikern, erlebte Franz Patay frühe Förderung seiner Interessen. Nach der Matura begann er ein Jusstudium an der Universität Wien. Im Jänner 1986 wurde Franz Patay zum Doktor der Rechtswissenschaften promoviert. Parallel dazu studierte er Kulturelles Management an der Hochschule für Musik und darstellende Kunst Wien.

## Beruflicher Werdegang

### Management im Universitätsbetrieb
Franz Patay wurde 1987 zum stellvertretenden Rektoratsdirektor (Verwaltungsdirektor) der damaligen Hochschule für Musik und darstellende Kunst Wien bestellt. Sein Aufgabenbereich in dieser Funktion, die er bis 1994 innehatte, lag vor allem in der juristisch-organisatorischen Betreuung der Hochschule; Schwerpunkt seiner Arbeit waren die Abteilungen Sologesang und musikdramatische Darstellung, Film und Fernsehen sowie Schauspiel und Regie (Max Reinhardt Seminar).
Zwanzig Jahre später übernahm Patay mit der Bestellung zum Geschäftsführer der Konservatorium Wien GmbH am 1. Februar 2014 die Funktion des Rektors der Musik und Kunst Privatuniversität der Stadt Wien. Mit September 2018 folgte ihm Andreas Mailath-Pokorny nach.

### Netzwerker im Internationalen Musik- und Medienbetrieb
Von 1994 bis 2017 leitete Franz Patay als Generalsekretär das IMZ – Internationales Musik + Medien Zentrum Wien (IMZ), eine internationale gemeinnützige Organisation, welche 1961 von Wilfried Scheib unter der Schirmherrschaft der UNESCO gegründet wurde. In dieser Funktion war er u. a. für die Programmierung des Filmfestivals am Wiener Rathausplatz verantwortlich. Seit 2017 ist er Mitglied des IMZ Directorate als Legal Councel.

### Organisation kultureller Großprojekte
Franz Patays Profil als Kulturmanager ist geprägt von der Vielzahl und Vielfalt einzelner Projekte im Rahmen internationaler kultureller Großveranstaltungen. 2002 wurde er zum Geschäftsführer der Wiener Mozartjahr Organisationsges.m.b.H. ernannt und war neben Peter Marboe als künstlerischer Leiter für die gesamte Finanzplanung, Koordination und Abwicklung des Wiener Mozartjahres 2006 zuständig.
2008 übernahm er die Geschäftsführung der Joseph Haydn Burgenland GmbH.
Gemeinsam mit  Walter Reicher als Intendant zeichnete er für Finanzplanung, Programmkoordination und die internationale Vermarktung des Haydn-Jahres 2009 verantwortlich.

### Kunst Haus Wien und Kunsthalle
Von 2007 bis zu seiner Bestellung als Rektor der Musik und Kunst Privatuniversität der Stadt Wien im Jahr 2014, war er Geschäftsführer und Direktor des Kunst Haus Wien. Unter seiner Direktion wurden große Ausstellungen, unter anderem von Annie Leibovitz, René Burri, HR Giger oder Saul Leiter, gezeigt. Zur Eröffnung einer Retrospektive über die bereits verstorbene Fotografin Linda McCartney war auch Paul McCartney 2013 auf Einladung Patays zu Gast im Kunst Haus Wien.
Eine weitere wichtige Station in der beruflichen Laufbahn war die Umstrukturierung der Kunsthalle Wien. 2012 übernahm Patay deren Leitung und wurde Gründungsgeschäftsführer der Kunsthalle Wien GmbH.

### Vereinigte Bühnen Wien
Im Oktober 2016 übernahm Franz Patay die Nachfolge von Thomas Drozda als Geschäftsführer der Vereinigten Bühnen Wien, denen er bis dato vorsteht. Parallel zur Geschäftsführung der VBW stand Patay bis August 2018 auch in seiner bisherigen Funktion als Rektor der MUK zur Verfügung.
Unter seiner Geschäftsführung wurde die audiovisuelle Verwertung der Produktionen intensiviert und die Lizenzierung von VBW-Eigenproduktionen forciert (u. a. Lizenzierung nur ein Jahr nach der Uraufführung in Wien von I AM FROM AUSTRIA nach Japan, Takarazuka und Tokio). In seine Geschäftsführungs-Periode fällt auch die Sanierung und Modernisierung des Raimund Theater.

### Sonstige Tätigkeiten
Franz Patay ist Mitglied in zahlreichen internationalen Kunst- und Musikkomitees. Er gehört seit 2000 zu dem für die International Emmy Awards zuständigen International Council der National Academy of Television Arts and Sciences, New York.
Diverse Lehraufträge und Gastvorträge führten ihn unter anderem an das International Center for Culture & Management (ICCM) in Salzburg. Zudem war Patay sechs Jahre im Vorstand des International Music Council bei der UNESCO in Paris und zwei Jahre im Vorsitz des Kuratoriums des Österreichischen Musikrates (ÖMR). Zu seinem Nachfolger im ÖMR wurde Paul Hertel gewählt. Im Mai 2016 wurde Patay ins Kuratorium der Alban Berg Stiftung gewählt. Er wurde von 2016 bis Ende 2021 in die Mitgliederversammlung der Wiener Symphoniker bestellt. Er war Vorstand des künstlerischen Beirats der gemeinnützigen Beethoven Jubiläums Gesellschaft mbH, die das Beethoven Jubiläumsjahr 2020 in Deutschland unter der Dachmarke „BTHVN 2020“ koordinierte und das Buch zum Jubiläum „BTHVN 2020. Abschlussdokumentation zum Beethoven Jubiläum“ publizierte. Seit 2017 sitzt Franz Patay im Kulturbeirat von ORF III.

## Auszeichnungen
- Am 12. Juni 2014 wurde Franz Patay mit Entschließung des österreichischen Bundespräsidenten der Berufstitel Professor verliehen. Die Laudatio hielt Elisabeth Freismuth.[23]
- 2023: Großes Silbernes Ehrenzeichen für Verdienste um die Republik Österreich[24]